# Virus de la mosaïque des agrumes
Espèce
Synonymes
- Citrus mosaic virus
- Citrus mosaic sadwavirus)

Le virus de la mosaïque des agrumes ou CiMV (Citrus mosaic virus ou Citrus mosaic sadwavirus) est une population d'agents pathogènes responsables de la maladie de la mosaïque chez la mandarine Satsuma (Citrus unshiu) et divers tangor. Il provoque des taches annulaires typiques sur les fruits et des petites taches claires sur la feuille.
Il est étroitement apparenté au virus du nanisme de la Satsuma (SDV), au virus de la marbrure infectieuse de l'oranger Navel (NIMV), au virus du nanisme du Natsudaidai (NDV) et au virus Hyugagatsu (HV).

## Occurrence
Il est présent en Chine (Sichuan, Zhejiang), au Japon (Honshu, Kyushu, Shikoku) ou sa primo description sur la mandarine Satsuma (1986) était dans le district d'Arida où il est apparu dans les années 1940, préfecture de Wakayama, en Corée, en Iran et en Turquie.
Il affecte outre des Satsuma (C. unshiu 'Miyamoto Wase'), le 'Setoka', 'Kanpei', 'Ehimekashi No. 28' et  'Shiranui'.
Les tests ELISA (Enzyme-Linked Immunosorbent Assay) sont utilisés pour sa détection.

## Description
Le CiMV est un membre des Sadwavirus: virus à ARN simple brin de sens positif (+ ARNss) avec un génome bipartite encapsidé dans des virions polyédriques. La particule virale a une forme de  polyèdre d'environ 28 nm de diamètre. Il a été décrit par T. Iwamani et H. Ieki en 1996, les auteurs notent que «bien que le CiMV partage des propriétés avec les comovirus et les népovirus, il n'existe pas d'homologie de séquence significative entre les protéines d'enveloppe du CiMV et celles de l'un ou l'autre groupe». Dans la mesure où CiMV partage plus de 75 % de la séquence d'acides aminés avec SDV, les critères de démarcation des espèces ne sont pas remplis en conséquence les taxinomistes considèrent les différents virus comme des souches d'une même espèce.
Plusieurs variants du virus de la mosaïque des agrumes (CiMV) ont été décrits avec des différences significatives > 5%, ces virus peuvent être présents simultanément dans une même plante. Les isolats de CiMV, CiMV-GTC1 (de Goutoucheng) et CiMV-SE1 (de Setoka) ont été séquencés en 2020. CiMV Az-1, Ci-968, LB-1, ND-1 sont classifiés dans la liste des espèces.
Le Citrus Mosaic Virus décrit en Inde (Dakshinamurti et Reddy, 1975; Ahlawat et al., 1985; Pant et Ahlawat,1997 qui le nomment) est un Badnavirus (Badnavirus tessellocitri) (CiYMV) virus de la mosaïque jaune des agrumes.
Gou tou est utilisé pour l'indexage du CiMV.

## Taxinomie
Usuellement Sadwavirus citri est donné comme synonyme de SDV, virus du nanisme du satsuma dont il est un variant avec des symptômes différents. Sadwavirus citri (Code EPPO : SDV000) appartient à la famille de Secoviridae
Il est classé virus de quarantaine dans l'espace de libre circulation des végétaux de l'EU (Annexe II A).

## Transmission et pathologie
Le virus se transmet par contact avec la sève, principalement par les outils de taille ou de coupe non désinfectés, la transmission par certaines plantes herbacées (sésame et le niébé à œil noir) est possible par inoculation de sève. La désinfection des outils entre chaque plante est donc impérative (solutions d'eau de javel ou de Virkon).

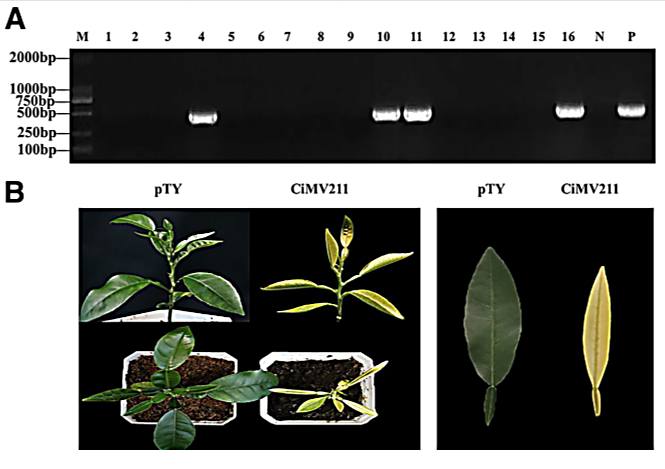
CiMV sur des plantules de 'Jinchengyou' (C. maxima) 60 jours après l'inoculation B, Symptômes sur les plantules et les feuilles.

La co-infection par le virus de la tristeza des agrumes (CTV) des plantes présentant des symptômes typiques d'infection par CiMV est très fréquente. La symptomatique consiste en l'apparition de mouchetures bleu foncé ou de taches annulaires sur l'écorce des fruits. S'ensuit un brunissement croissant et un durcissement  des tissus entourant les glandes sébacées et enfin la nécrose et la chute des fruits. Selon les agrumes la feuille est atteinte de taches claires voire totalement jaunes. Ces symptômes sont moins visibles quand les températures sont > 26°C.
VK Joshi et Ramesh C. Ray (2021) écrivent  Le CiMV «est l'une des maladies les plus dangereuses des agrumes. Des porte-greffes de Rangpur transgéniques portant le gène de la protéine d'enveloppe ont été transformés et étaient tolérants au virus».